# داني جونجورا
داني جونجورا (بالإسبانية: Daniel Góngora Rodríguez)‏ هو لاعب كرة قدم إسباني في مركز نصف الجناح، ولد في 12 أبريل 1994 في ألمرية في إسبانيا. لعب مع نادي سان سباستيان دي لوس رييس.

## وصلات خارجية
- داني جونجورا على موقع قاعدة بيانات كرة القدم.إي يو (الإنجليزية)
- داني جونجورا على موقع Soccerway.com (الإنجليزية)